# علم الأرصاد الجوية

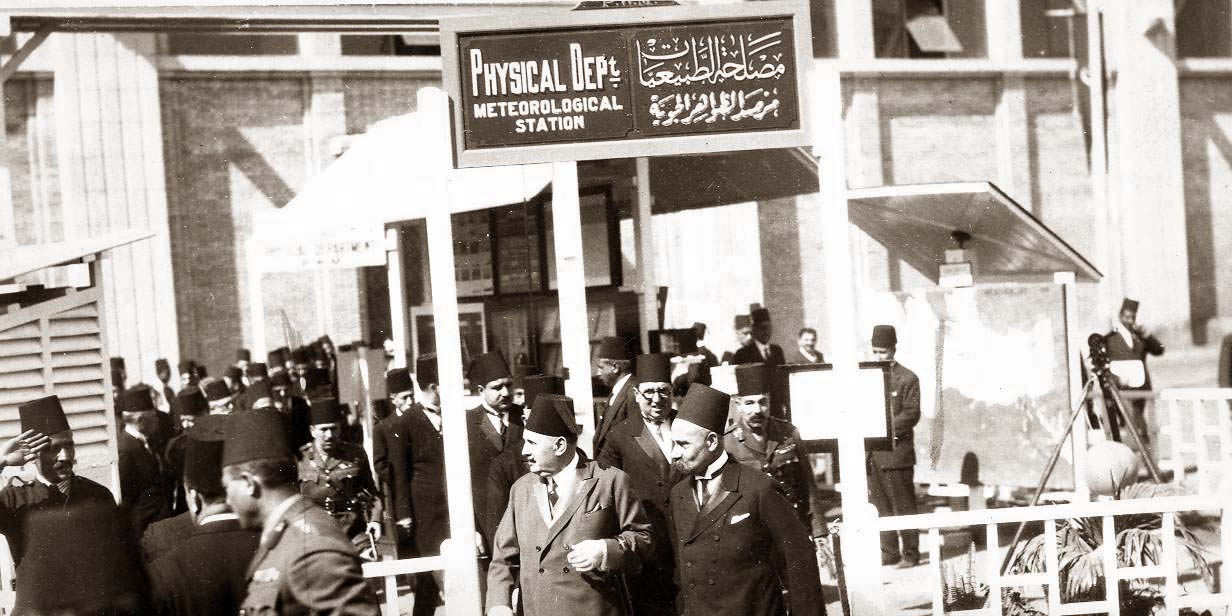
مرصد الظواهر الجوية في مصر الخديوية

علم الظواهر الجوية أو علم الأرصاد الجوية ويشتمل على (الطقس والمناخ)، ومن ثماره الأرصاد الجوية. يُسمَّى عالِمُها أجوائيّ.

## المصطلحات

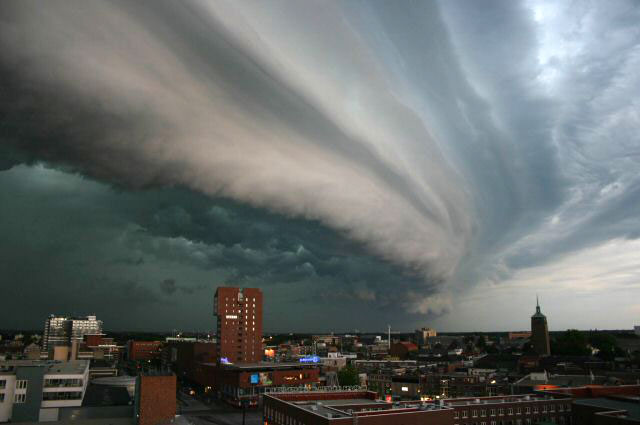

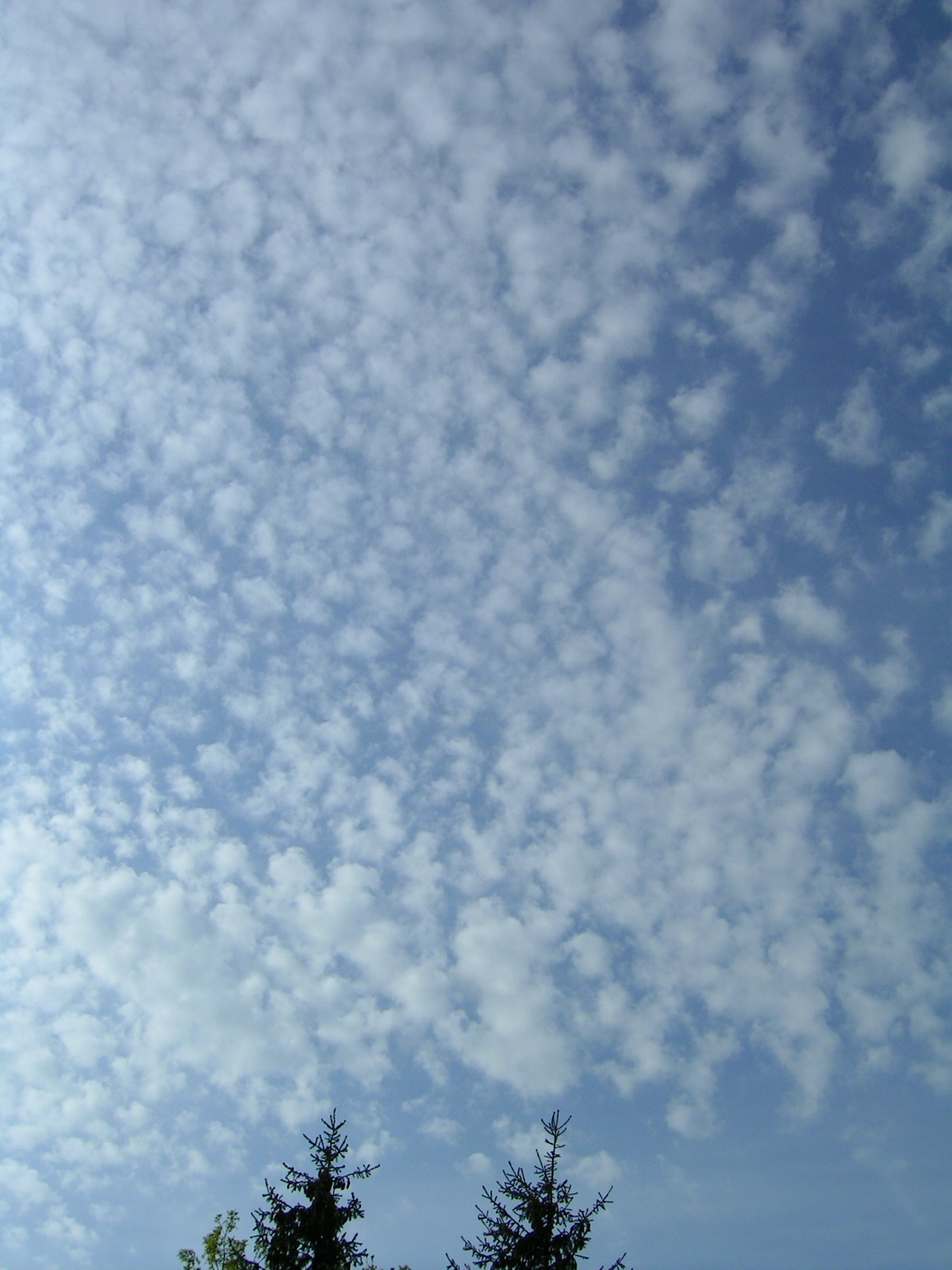
سحب من التصنيف «سروكومولوس».

الكلمة الأوروبية ميتيورولوجيا (من اليونانية μετέωρος أي شاهق"، وλογία أي علم)، لذلك فإن المعنى اللفظي لها هو علم الأشياء العليا أو دراستها، أي دراسة الجو. ويعرف حاليًا بمجموعة من التخصصات العلمية التي تعنى بدراسة الغلاف الجوي التي تركز على أحوال الطقس والتنبؤات الجوية (خلافًا لعلم المناخ). تعود الدراسات في هذا المجال لآلاف السنين، على الرغم من أن التقدم الكبير في مجال الأرصاد الجوية لم يحدث حتى القرن الثامن عشر. وشهد القرن التاسع عشر تقدما سريعا في علم الأرصاد الجوية بعد تطور شبكة مراقبة حالة الطقس (محطات الأرصاد الجوية، وغيرها)عبرالعديد من البلدان. في النصف الأخير من القرن العشرين تحقق التقدم الكبير في التنبؤ بأحوال الطقس، وذلك بعد تطور جهاز الحاسب الإلكتروني.
الظواهر الجوية وهي الأحداث الجوية الملاحظة بما فيها الظواهر الضوئية وتُفَسَّر بواسطة علم الأرصاد الجوية. هذه الأحداث تتوقف على وجود مجموعة من المتغيرات-العناصرالجوية- في الغلاف الجوي. وهي درجة الحرارة، الضغط الجوي، وبخار الماء، ومعدلات تواجدها وتفاعل كل عنصر، والتغيرات التي تطرأ عليها بمرور الزمن. إن أغلب الأحداث الجوية على الأرض تقع في الطبقة السفلى من الغلاف الجوي –التربوسفير-. تدرس النطاقات المختلفة لتحديد الكيفية التي تؤثر فيها النظم المحلية، والإقليمية، والعالمية على الطقس والمناخ. الأرصاد الجوية وعلم المناخ، وفيزياء الغلاف الجوي، وكيمياء الغلاف الجوي هي تخصصات فرعية لعلوم الغلاف الجوي. الأرصاد الجوية وعلم المياه يؤلفان معا علم الظواهر الجوية المائية. التفاعلات بين الغلاف الجوي للأرض والمسطحات المائية هي جزء من دراسات المحيطات والغلاف الجوي. تتعدد تطبيقات الأرصاد الجوية وتستخدم في ميادين متنوعة مثل المجال العسكري، وإنتاج الطاقة، والنقل، والزراعة والبناء.
و ينقسم عِلْم الأرصاد الجوية إلى:
- عِلْم المناخ
- فيزياء الغلاف الجوي
- كيمياء الغلاف الجوي
- ترموديناميكا الغلاف الجوي
- مجالاتَ ثانويةَ مِنْ العلوم الجوية

وهذه الأشياء هي المواد الأساسية في علم الأرصاد الجوية.

## التاريخ
انظر أيضا التسلسل الزمني للأرصاد الجوية

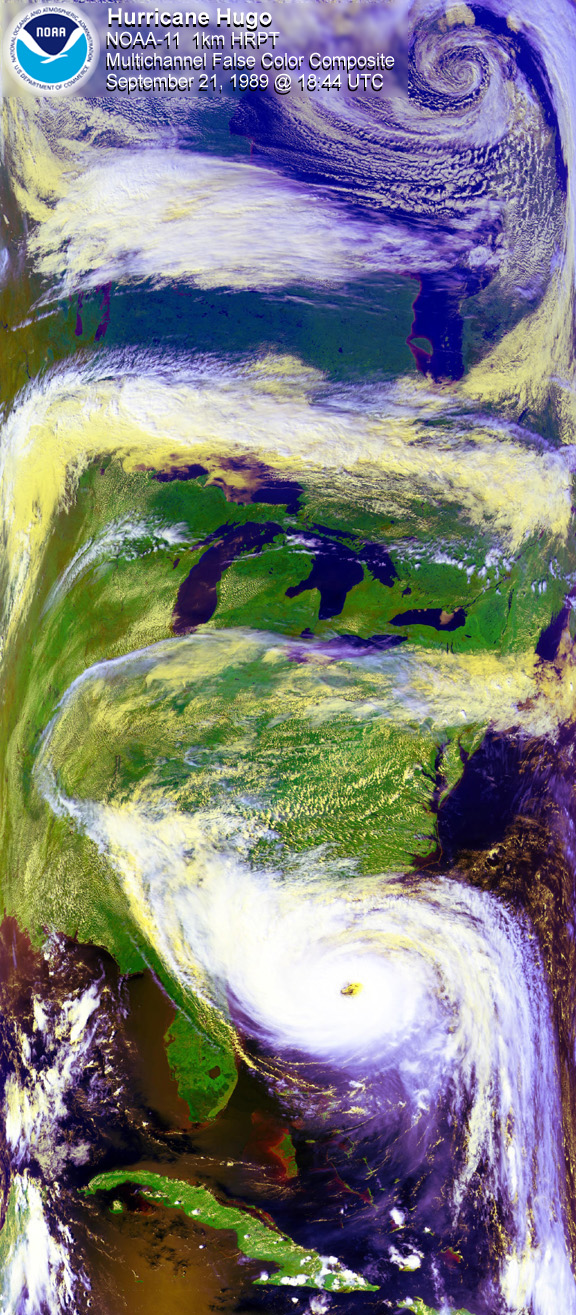
صورة بالقمر الصناعي لإعصار "هوجو" مع وجود ضغط جوي منخفض فوق القطب الشمالي. الصورة لشرق الولايات المتحدة.

استخدم البشر القدرة على التنبؤ بالأمطار والفيضانات على أساس دورات سنوية منذ ان بدأ بالزراعة. استندت النهج المبكرة للتنبؤ بالطقس على علم التنجيم وكانت تمارس من قبل الكهنة. شملت النقوش المسمارية على الألواح البابلية ارتباطات بين الرعد والمطر. قام الكلدانيون بتمييز الهالات حلقة القمر والهالة 46 °.
الأبانيشاد الهندية القديمة تحتوي على ذكر الغيوم والمواسم. يذكر سامافيدا التضحيات التي يتعين القيام بها عندما لاحظت بعض الظواهر. كتب بريهات سامهيتا عن الموضوع حوالي 500 م في «فراهاميرا»، مقدما دليلا على مراقبة الطقس.
350 قبل الميلاد، وضع أرسطو كتابا أسماه الآثار العلوية (باليونانية : Μετεωρολογικά، باللاتينية: Meteorologica، أي «دراسة الجو»). يعتبر أرسطو مؤسس علم الأرصاد الجوية. أحد أكثر الإنجازات إثارة للإعجاب الموصوفة في الأرصاد الجوية هو وصف ما يعرف الآن بالدورة الهيدرولوجية.
أشار كتاب دي موندو (المؤلف قبل 250 ق.م أو ما بين 350 و 200 ق.م)
«إذا تم إشعال النار في الجسم الوامض واندفع بعنف إلى الأرض يطلق عليه اسم الصاعقة. إذا كان نصف النار فقط، ولكن عنيفًا أيضًا وهائلًا ، يطلق عليه  اسم نيزك؛ إذا كان خاليا تماما من النار، يسمى دخان البراغي. يطلق عليهم جميعا "مسامير الانقضاض" لأنهم انقضوا على الأرض. يكون البرق في بعض الأحيان ذو دخان ، ويسمى بعد ذلك "البرق المشتعل" ؛ وأحيانًا يتدفق بسرعة، ويُقال إنه نابض بالحياة. وفي أوقات أخرى، ينتقل في خطوط ملتوية، ويسمى البرق المشنوق. يعترض عليه ما يسمى "البرق المنقض".»
قام العالم اليوناني ثيوفراستوس بتجميع كتاب عن التنبؤ بالطقس يسمى «كتاب العلامات». ظل عمل ثيوفراستوس له تأثير مهيمن في دراسة الطقس والتنبؤ بالطقس لمدة 2000 عام تقريبًا.
في 25 م، قام بومبونيوس ميلا (Pomponius Mela)، عالم الجغرافيا في الإمبراطورية الرومانية، بإضفاء الطابع الرسمي على نظام المناطق المناخية. برسم خرائط للمناطق المناخية قسم فيها سطح الأرض إلى منطقة حارة في الوسط، ومنطقتين معتدلتين شمالية وجنوبي. في القرن التاسع الميلادي كتب عالم الطبيعيات المسلم أبو إسحاق الكندي بحثا في الأرصاد الجوية بعنوان «رسالة في العلة الفاعلة للمد والجزر»، الذي يقدم حجة على عملية المد والجزر التي «تعتمد على التغيرات التي تحدث في الهيئات نظرا لارتفاع وانخفاض درجة الحرارة»، أيضا في القرن التاسع، كتب العالم النبات المسلم الدينوري النبات (كتاب من النباتات)، والذي يتناول تطبيقات الأرصاد الجوية في مجال الزراعة خلال الثورة الزراعية للمسلمين. وهو يصف دلائل حالة الطقس من السماء، والكواكب والأبراج، والشمس والقمر، ومراحل القمر للاستدلال على المواسم والأمطار، والأنواء (الأجرام السماوية الدالة على المطر)، والغلاف الجوي وظواهر مثل الرياح، والرعد والبرق، والثلوج والفيضانات والوديان والأنهاروالبحيرات والآبار وغيرها من مصادر المياه.

### أبحاث الغلاف الجوي عن الظواهر الضوئية

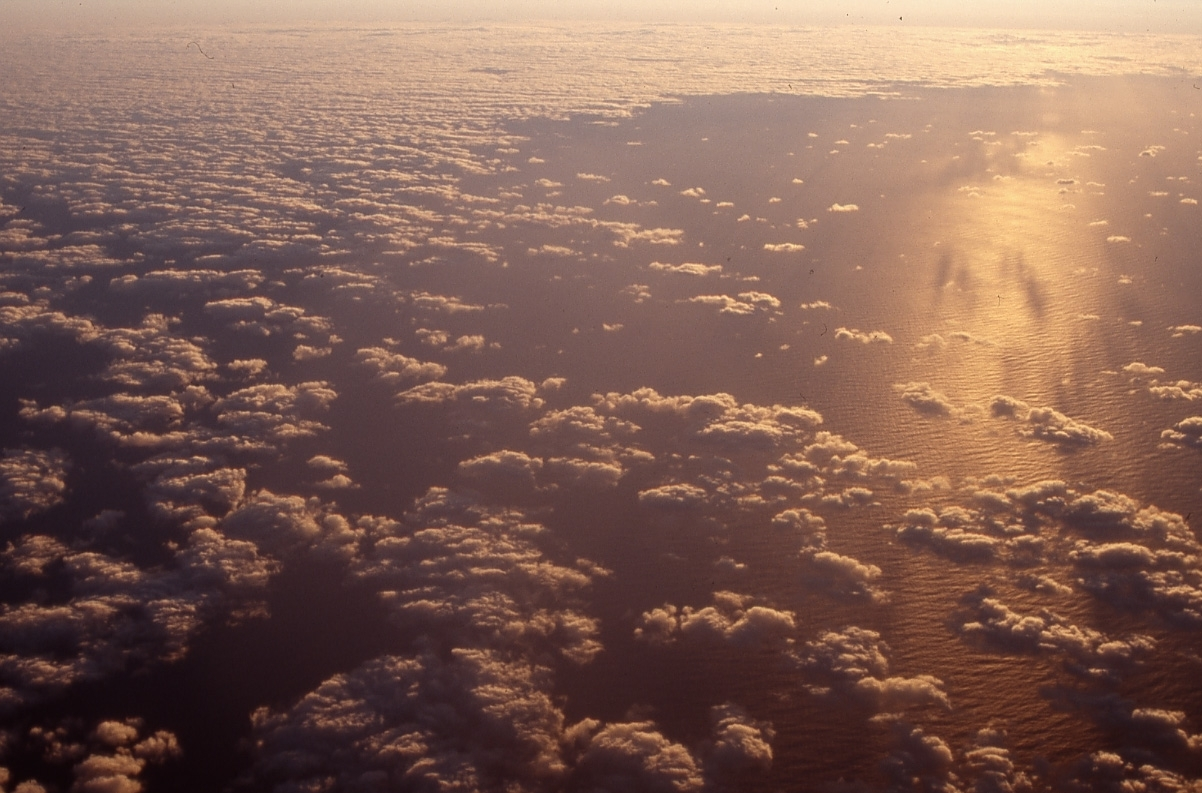
رصد من أعلى السحاب

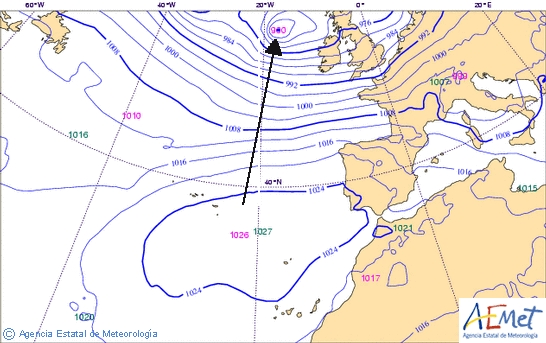
مخطط الطقس: توزيع مناطق الضغط العالي والمنحفض في أحد الأيام فوق المحيط الأطلسي.

كتب بطليموس عن انكسارالضوء في الغلاف الجوي في سياق الملاحظات الفلكية. في 1021، كتب العالم المسلم ابن الهيثم، عن ظاهرة انكسارالضوء في الغلاف الجوي. وقال إنه تبين أن حدوث ظاهرة الشفق تعود إلى انكسار الضوء في الغلاف الجوي، وأن الشرط الأساسي لحدوثها هو زاوية غروب الشمس- تحديدا عندما تكون الشمس 19 درجة تحت الأفق، واستخدما لنظريات والبراهين الهندسية لقياس ارتفاع الغلاف الجوي، حيث وجد أنه 52000 ميل روماني (49 ميل، 79 كيلومتر) Passuum، وهو قريب جدا من القياسات الحديثة التي تقدر ب50 ميلا (80 كم). كما أدرك أن الغلاف الجوي أيضا يعكس الضوء من خلال ملاحظته لسطوع السماء حتى قبل شروق الشمس.
في 1121، نشر للعالم المسلم عبد الرحمن الخازني كتاب ميزان الحكمة، وهي أول دراسة عن اتزان السوائل. وفي أواخر القرن الثالث عشر وأوائل القرن الربع عشر، أكمل محمد قطب الدين الشيرازي وتلميذه كمال الدين الفارسي أعمال ابن الهيثم، وكانا أول من وضع تفسيرات صحيحة لظاهرة قوس قزح.
في 1716، اقترح ادموند أن تكون الشفق أو الوهج القطبي ارورا (aurorae) نتيجة لخروج غاز لامعٍ من جوف الأرض إلى الغلاف الجويّ –نظرية الأرض المجوفة- على طول خطوط المجال المغناطيسي للأرض.

### أدوات القياس والتصنيف
في 1441، الملك سيه جونغ (Sejongs) ابن الأمير منجونغ (Munjong)، ابتكر أول مقياس موحد لكمية المطر-ممطار-. واستخدم طوال عهد أسرة جوسون (Joseon) في كوريا كوثيقة رسمية، ووسيلة لتقييم الأراضي والضرائب على أساس إمكانات المزارعين لموسم الحصاد.
في 1450، وضع ليون باتيستا البرتي لوحة متأرجحة كأول مقياس لشدة الرياح-المرياح- anemometer.
في 1607، ابتكر غاليليو الثيرموسكوب –محرار-.
في 1611، كتب يوهانس كيبلير أول مقالة علمية عن بلورات الثلج السداسية: "(A New Year's Gift of Hexagonal Snow)".
في 1643، اخترع العالم توريتشيللي مقياس الضغط الزئبقي-البارومترالزئبقي-.
في 1662، ابتكر السير كريستوفر ورن مقياس كمية المطر-الممطار- الميكانيكي الذاتي التفريغ.
في 1714، طور دانيال غابرييل فهرنهايت مقياس موثوق لقياس درجة الحرارة باستخدام الزئبق.
في 1742، آندرس سلسيوس، وهو عالم فلك السويدي، اقترح «الدرجة المئوية، السيليزية» لدرجة الحرارة، وهي سلف المقياس المئوي الحالي.
في 1783، أول مقياس رطوبة (المرطاب) شعري يظهر بواسطة هوراس بنديكت.
بين 1802-1803، كتب لوك هوارد مقالا عن تعديل السحب the Modification of Clouds وقد وضع الأسماء اللاتينية لأجناس السحب.
في 1806، ابتكر فرانسيس بوفورت نظام لتصنيف سرعة الرياح. وقبل نهاية القرن التاسع عشر صدر أول أطلس للسحب من المنظمة العالمية للأرصاد الجوية، وتضمن الأطلس الدولي للسحب، واستمر صدوره منذ ذلك الحين.
في نيسان/أبريل عام 1960 كان ميعاد إطلاق أول قمر صناعي مستخدم للأرصاد الجوية وكان اسمه تايروس-1 (بالإنجليزية: 1-Tiros)

### أبحاث في تركيب الغلاف الجوي
في 1648، قام بليز باسكال بإعادة اكتشاف أن الضغط الجوي يتناقص بالارتفاع عن مستوى سطح البحر، واستنتج ان هناك فراغا فوق الغلاف الجوي.
في 1738، نشر دانيال بيرنولي كتابه عن حركة الموائع Hydrodynamics، حيث شرع في النظرية الحركية للغازات، ووضع القوانين الأساسية لنظرية الغازات.
في 1761، اكتشف جوزيف بلاك أن الجليد يمتص الحرارة مع ثبات درجة حرارته-صفر مئوية- خلال الذوبان.
في 1772، اكتشف دانيال رذرفورد أحد طلاب بلاك عنصر النتروجين، وأسماه الهواء المحروق phlogisticated، إلى جانب أنه وضع نظرية فلوجيستون.
في 1777، اكتشف أنطوان لافوازييه الأوكسجين وفند نظرية مادة اللاهوب.
في 1783، في مقاله تأملات حول مادة اللاهوب، استنكر نظرية مادة اللاهوب، واقترح نظرية السيال الحراري.
في 1804، لاحظ السير جون ويسلي أن السطح الأسود يشع الحرارة بفعالية أكبر من السطح المصقول، مما يشير إلى أهمية إشعاع الجسم الأسود.
في 1808، جون دالتون دافع عن نظرية السيال الحراري في نظام جديد للكيمياء، ووصف كيف ترتبط مع المواد، وخاصة الغازات، وافترض أن القدرة الحرارية للغازات تتفاوت عكسيا مع الوزن الذري.
في 1824، قام سادي كارنو بتحليل كفاءة المحركات البخارية باستخدام نظرية السيال الحراري، وقد استحدث مفهوم العملية العكسية، وفرضية عدم وجود هذا الشيء في الطبيعة، وبذلك وضع الأساس قانون الديناميكا الحراري الثاني.

### أبحاث في المنخفضات الجوية والتيارات الهوائية
في 1494، تعرض كريستوفر كولومبس لتجربة الإعصار الاستوائي، يؤدي إلى أول مقالة أو ملاحظات أوروبية عن الاعاصير.
في 1686، قدم ادموند هالي دراسة منهجية عن الرياح التجارية والرياح الموسمية، وافترض أن حرارة الشمس هي السبب في عدم استقرار الغلاف الجوي.
في 1735، اقترح جورج هادلي ما سمي بالتفسير المثالي لدورة الغلاف الجوي من خلال دراسة الرياح التجارية.
في 1743، لاحظ بنجامين فرانكلين أن الإعصار يحول دون رؤية خسوف القمر، لذلك قرر أن الأعاصير تتحرك بطريقة معاكسة للرياح في محيطها. إن الفهم علم حركة الجسم أو مجموعة من الأجسام، فيما يتعلق بكيفية تأثير دوران الأرض على تدفق الهواء كان جزئيا-ناقصا- في البداية.
في 1835، نشر غاسبارد – غوستاف كوريليوس مقالة عن إنتاج الطاقة من آلالات ذات أجزاء دوارة –ذات حركة دائرية-، مثل العجلات المائية.
في 1856، افترض وليام فريل نموذج دوران الغلاف الجوي، عبارة عن ثلاث حجيرات للحركة الجوية في خطوط العرض المتوسطة مع انحراف الهواء بها بسبب قوة كوريليوس لينتج عنها الرياح السائدة في الغرب.
في نهاية القرن التاسع عشر، حدث تقدم في مفهوم قوة تدرج الضغط وقوة الانحراف، التي تسبب حركة الكتل الهوائية على طول خطوط الضغط المتساوية –ايزوبار-.
وبحلول عام 1912، عرفت قوة الانحراف بقوة كوريليوس.
وبعد الحرب العالمية الثانية، قامت مجموعة من خبراء الأرصاد الجوية في النرويج برئاسة فليهم بجركنز بتطوير النموذج النرويجي للاعصار الذي يفسر تكون، وازدهار، واضمحلال (دورة الحياة) إعصار خارج استوائي، وعرض فكرة الجبهات، والتي تحدد بدقة الحدود الفاصلة بين الكتل الهوائية. وضمت المجموعة كارل جوستاف روسبي الذي كان أول من شرح التدفق على نطاق واسع في الغلاف الجوي من حيث جريان الموائع، وتور بيرغيرون الذي كان أول من شرح آلية تكون المطر، وجاكوب بجركنز.

### شبكات الرصد والتنبؤ الجوي
في أواخر القرن السادس عشر والنصف الأول من القرن السابع عشر اُخْتُرِعَت مجموعة من أدوات الأرصاد الجوية - مقياس الحرارة، البارومتر، مقياس السوائل، ومقياس الرياح.
في خمسينيات القرن العشرين، بدأ الفلاسفة الطبيعيون في استخدام هذه الأدوات لتسجيل الأرصاد الجوية بشكل منهجي. أنشأت الأكاديميات العلمية يوميات الطقس وشبكات الرصد المنظمة.
في 1654، أنشأ فرديناندو الثاني دي ميديسي أول شبكة لرصد الأحوال الجوية، والتي تتألف من محطات الأرصاد الجوية في فلورنسا، كاتيجليانو، فلومبروزا، وبولونيا، وبارما، وميلانو، انسبروك، أوسنابروك، وباريس، ووارسو. وترسل البيانات التي جُمِّعَت بشكل رئيسي إلى فلورنسا خلال فترات زمنية منتظمة.
في الستينيات من القرن السادس عشر، رعى روبرت هوك من الجمعية الملكية في لندن شبكات من مراقبي الطقس. ربطت أطروحة أبقراط الهواء والمياه والأماكن بين الطقس والمرض. وهكذا حاول علماء الأرصاد الأوائل ربط أنماط الطقس باندلاع الوبائيات والمناخ بالصحة العامة.
خلال عصر التنوير حاولت الأرصاد الجوية لترشيد عادات الطقس التقليدية، بما في ذلك الأرصاد الجوية الفلكية. ولكن كانت هناك محاولات أيضًا لتكوين فهم نظري لظواهر الطقس. حاول إدموند هالي وجورج هادلي شرح الرياح التجارية. لقد استنتجوا أن الكتلة الصاعدة من الهواء الاستوائي الساخن تُسْتَبْدَلُ بتدفق هواء أكثر برودة من خطوط العرض العالية. تدفق الهواء الدافئ على علو مرتفع من خط الاستواء إلى القطبين بدوره صورة مبكرة للدورة الدموية. أدى الإحباط من عدم وجود انضباط بين مراقبي الطقس، وسوء جودة الأجهزة، إلى قيام الدول القومية الحديثة بتنظيم شبكات مراقبة كبيرة. وهكذا بحلول نهاية القرن الثامن عشر، تمكن علماء الأرصاد الجوية من الوصول إلى كميات كبيرة من بيانات الطقس الموثوقة
في 1832، ابتكر البارون شيلينغ آلة البرق الكهرومغناطيسي.
منح استحداث آلة البرق الكهربائية في 1837، ولأول مرة، وسيلة عملية وسريعة لجمع بيانات المشاهدات السطحية لحالة الطقس من مناطق شاسعة. هذه البيانات يمكن أن تستخدم في إنتاج خرائط لحالة الغلاف الجوي للمنطقة القريبة من سطح الأرض، ودراسة كيفية تطورها بمرورالوقت.
يمكن استخدام هذه البيانات لإنتاج خرائط لحالة الغلاف الجوي لمنطقة قريبة من سطح الأرض ودراسة كيفية تطور هذه الحالات عبر الزمن. ولجعل التنبؤات الجوية القصيرة المدى تبنى على أساس هذه البيانات؛ فإن ذلك يستلزم شبكة موثوقة لجمع لرصد حالة الطقس، لكن؛ ذلك لم يكن حتى 1849 حين أنشأت مؤسسة سميثسونيان شبكة لمراقبة حالة الطقس في جميع أنحاء الولايات المتحدة تحت قيادة جوزيف هنري. وفي نفس الوقت أنشئت شبكات مماثلة في أوروبا. كان القس ويليام كليمنت لي هو المفتاح في فهم السحب الحمضية فهم مبكر للتيارات النفاثة. قرأ تشارلز كينيث ماكينون دوغلاس، المعروف باسم "CKM"، أوراق دوغلاسلي بعد وفاته وأجرى الدراسة المبكرة لأنظمة الطقس.
اُخْتِير الباحثين في مجال الأرصاد الجوية في القرن التاسع عشر من خلفيات عسكرية أو طبية، بدلاً من تدريبهم كعلماء متخصصين.
في 1854، عينت حكومة المملكة المتحدة روبرت فيتزروي ليرأس مكتب الدولة الجديد للأرصاد الجوية الخاص بالتجارة الخارجية-أو مجلس التجارة-؛ الذي يقوم بجمع بيانات حالة الطقس في البحر. في وقت لاحق من نفس العام أصبح مكتب فيتزروي الذي يعرف بمكتب المملكة المتحدة للأرصاد الجوية، أول مكتب أو مركز خدمات عامة للأرصاد الجوية الوطنية في العالم.(تأسست المؤسسة المركزية للأرصاد الجوية والديناميكية (ZAMG) في النمسا في عام 1851 وهي أقدم خدمة الطقس في العالم).أول تنبؤات جوية يومية أعدها مكتب فيتزروي، نشرت في صحيفة ذي تايمز في 1860.
في 1861 عُرض نظام للتحذير من العواصف والأعاصير في الموانيء الرئيسية عند توقع العواصف.
على مدى ال 50 سنة التالية أنشأت العديد من البلدان لجانا وطنية لخدمات الأرصاد الجوية.
في 1875 أُنشأت دائرة الأرصاد الجوية الهندية في أعقاب الأعاصير المدارية والرياح الموسمية المرتبطة بالمجاعات خلال العقود السابقة.
في 1881 شكل المكتب المركزي للأرصاد الجوية الفنلندية جزءا من المرصد جامعة هلسنكي.
مرصد طوكيو للارصاد الجوية الياباني، كان البداية لإنشاء وكالة الأرصاد الجوية اليابانية، التي بدأت بإنتاج خرائط الطقس السطحية في 1883.
في 1890 أُنشئ مكتب الولايات المتحدة الأمريكية للارصاد الجوية، كفرع من وزارة الزراعة في الولايات المتحدة.
في حين أن المكتب الأسترالي للأرصاد الجوية أنشئ في عام 1906 بموجب قانون لتوحيد خدمات الأرصاد الجوية الموجودة في ذلك الوقت.

### التنبؤ الرقمي للطقس
في عام 1904، قام العالم النرويجي فيلهم بجركنز بنشر أول ورقة بحثية يناقش من خلالها التنبؤ الجوي باستخدام معادلات علوم الحركة-الميكانيكا- والفيزياء، وأكد بالحجة أن من الممكن التنبؤ بالطقس بواسطة على أساس حسابات ومعادلات القوانين الطبيعية.
مع بدايات القرن العشرين تطورت مفاهيم فيزياء الغلاف الجوي، مما أدى إلى تأسيس التنبؤات الرقمية للطقس الحديثة.
في عام 1922، نشر لويس فراي ريتشاردسون نتائج محاولته العملية الأولى للتنبؤ الرقمي «تنبؤات الطقس بواسطة العمليات الرقمية» بعد العمل على المعادلات –يدويا، قبل استخدام الحاسبات الضخمة- وذلك أثناء عمله مع متطوعي مجتمع الأصدقاء كسائق متطوع لوحدة إسعاف في شمال فرنسا في الحرب العالمية الأولى. ووصف كيف طبق قوانين حركة الموائع والحرارة والطاقة الحركية –الثرمودينامك- على عناصرالغلاف الجوي. غير أن محاولته الأولية فشلت؛ بسبب صعوبة تبسيط المعادلات الرياضية المعقدة المستخدمة، التي تشمل أدق تفاصيل الغلاف الجوي، وتتطلب حسابات طويلة ومضنية. وقد قدر أن حل تلك المعادلات يستلزم 64 ألف عالم رياضيات، يعملون باستمرار لانجاز تنبؤات يومية.
في بداية الخمسينات من القرن العشرين، أصبحت التنبؤات الرقمية باستخدام الحاسوب ممكنة. أول تنبؤ جوي بواسطة الطريقة الرقمية كان باستخدام نموذج حالة جوية متوازنة –توازي الضغط، الكثافة- barotropic، ويمكن التنبؤ بها على نطاق واسع من الحركة في العروض المتوسطة أمواج روسبي، وهو نمط من المنخفض والارتفاع في الغلاف الجوي.
في الستينيات، لوحظت الطبيعة الفوضوية-غير المستقرة- للغلاف الجوي وشرحها لأول مرة إدوارد لورينز، من خلال كتابه الذي يعتبر الأساس في نظرية الفوضى. أدت هذه التطورات إلى الاستخدام الحالي لمجموعة التنبؤات في معظم المراكز الرئيسية للتنبؤ الجوي، على أن يأخذ في الاعتبار حالة عدم اليقين الناجمة عن الفوضى وطبيعة الجو. في السنوات الأخيرة، استخدمت النماذج المناخية لمقارنة نماذج التنبؤ بالطقس القديمة. هذه النماذج المناخية تستخدم لدراسة المناخ على المدى الطويل، مثلا ما الآثار الناجمة عن الانبعاثات الصناعية المسببة غازات الدفيئة.

## علماء الأرصاد الجوية
علماء الأرصاد الجوية هم الذين يهتمون بدراسة علم الأرصاد الجوية وتفسير الظواهر الجوية المختلفة على أسس علمية. ومنهم أشخاص مؤهلون للتنبؤ بحالة الطقس باستخدام العلوم وأدوات القياس المختلفة «المتنبؤن الجويون». معظم المتنبئين الجويين في الإذاعة والتلفزيون، هم أشخاص يملكون خبرة كبيرة في الأرصاد الجوية، في حين أن البعض الآخر مجرد صحفيين يقومون بنشر المعلومات التي تصل إليهم من مراكز الأرصاد الجوية الوطنية والإقليمية. هناك البيانات الواردة من الأقمارالصناعية للأرصاد الجوية، رادار الأرصاد الجوية، المجسات الجوية، ومحطات الأرصاد الجوية حول العالم. العاملون في الأرصاد الجوية، يعملون في الهيئات الحكومية، والمؤسسات البحثية الخاصة، والمؤسسات الصناعية، وفي قطاع الخدمات، وفي محطات التلفزة وإذاعة، والتعليم. في الولايات المتحدة، هناك 8800 عامل في الأرصاد الجوية في عام 2006. حيث يعمل 3200 في إدارة الغلاف الجوي والمحيطات الوطنية، وأكثر من 90 في المئة يعملون في محطات المركز الوطني للأرصاد الجوية في جميع أنحاء البلاد.

## الأجهزة والأدوات

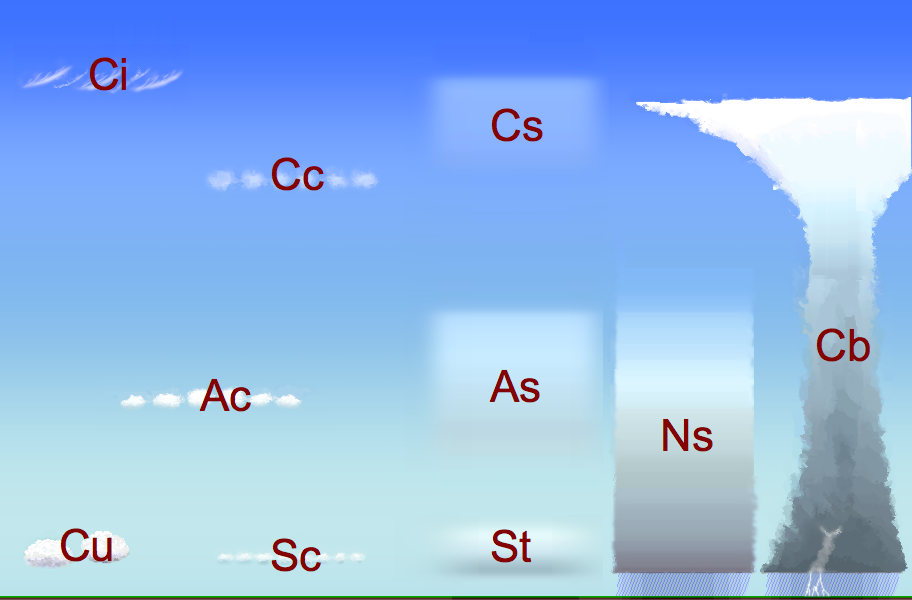
تصنيف السحب بحسب ارتفاعات حدوثها.

كل العلم ينفرد بأدوات عملية خاصة به. في الغلاف الجوي، هناك الكثير من العناصر أوالخواص التي يمكن قياسها. الأمطار، كانت أول عنصر يُقَاسُ تاريخياً لارتباطه بالنشاط الزراعي والحيواني بشكل أساسي. أيضا، عنصرين آخريين يتم قياسهما بدقة هما الرياح والرطوبة. في منتصف القرن الخامس عشر طورت أجهزة لقياس العناصر السابقة، وكان مقياس المطر-الممطار-، ومقياس شدة الريح –المرياح-، ومقياس الرطوبة –المرطاب-.
مجموعة من بيانات القياسات السطحية ضرورية للعاملين في الأرصاد الجوية. وهي تعطي لمحة عن مجموعة متنوعة من الظروف الجوية في مكان واحد وعادة ما يكون في محطة الأرصاد الجوية، والسفن أو العوامة bouy. القياسات التي تسجل في المحطة الجوية يمكن أن تشمل أي عدد من العناصر في الغلاف الجوي. عادة ما تكون درجة الحرارة والضغط، وقياسات الرياح والرطوبة هي المتغيرات التي تُقَاسُ بواسطة المحرار، ومقياس الضغط، المرياح، والمرطاب، على التوالي. بيانات الجو العلوي شديدة الأهمية بالنسبة لتنبؤ بالطقس. أكثر التقنيات المستخدمة على نطاق واسع هو المسباراللاسلكي. بالإضافة إلى وجود شبكة من الطائرات التي تقوم بجمع البيانات بتنظيم من المنظمة العالمية للأرصاد الجوية.
كما يستخدم الاستشعار عن بعد في مجال الأرصاد الجوية، وهو مفهوم جمع البيانات عن بعد من الظواهر الجوية والمناخية، وإرسال المعلومات لاسلكيا. الأنواع الشائعة للاستشعار عن بعد هي الرادار، الليدار، الأقمار الصناعية. كل منها يقوم بجمع بيانات عن الغلاف الجوي من موقع بعيد، في العادة، وتخزن البيانات في نفس الوقت. الأجهزة السابقة ليست سلبية حيث تستخدم الأشعة الكهرومغناطيسية لإلقاء الضوء على جزء معين من الغلاف الجوي. الأقمار الصناعية للأرصاد الجوية أصبحت أداة لا غنى عنها لدراسة واسعة عن مجموعة من الظواهر من حرائق الغابات إلى ظاهرة النينو.

## تطبيقات علم الأرصاد الجوية

### الأرصاد الجوية للطيران
الأرصاد الجوية للطيران تتناول تأثير الطقس على إدارة الحركة الجوية. ومن المهم لاطقم الطائرات فهم أثر الأحوال الجوية على خطة الطيران، فضلا عن الطائرات، كما لوحظ في دليل معلومات الطيران:
آثار الجليد المتراكم على الطائرات – خفض قوة دفع الطائرة، ويقلل من قوة رفع ويزيد الوزن. النتائج توقف تدفق الهواء وفقدان قوة الرفع والميل للسقوط -انهيار الطائرة- وسرعة تدهور أداء الطائرات. في الحالات القصوى، 2 إلى 3 بوصة من الجليد يمكن أن تتشكل على مقدمة السطح الانسيابي الحامل –كل سطح معد للمساعدة في رفع الطائرة- في أقل من 5 دقائق. ولكنه يتطلب 2/1 بوصة من الثلج للحد من قوة رفع بعض الطائرات بنسبة 50 في المئة ويزيد من مقاومة الاحتكاك بنسبة مماثلة.
تنشر معلومات الإرصاد الجوي للطيران في تقارير خاصة أهمها:
- تقرير الطقس للمطار (METAR)، الذي يحتوي على معلومات حول الطقس بمنطقة مطار معين في وقت معين.و هو موجه ل الملاحة الجوية.
- التنبؤ بالطقس بالمطار (TAF)، الذي يحتوي على التنبؤ بالطقس في منطقة

مطار معين لمدة تمتد من 6 إلى 30 ساعة. وهو موجه للملاحة الجوية.

### الأرصاد الجوية الزراعية
«هو العلم الذي يهتم بقياس أحوال الجو والتربة ودراسة الظواهر الجوية التي تؤثر على النباتات -Agrometeorology-»

### الأرصاد الجوية المائية
الأرصاد الجوية المائية هو فرع من فروع علم الأرصاد الجوية يتناول الدورة المائية -الهيدرولوجية-، توازن المياه، وإحصاءات كمية الأمطار من العواصف. علماء الأرصاد الجوية المائية، يقومون بإعداد ونشرالتوقعات كمية هطول الأمطار، والأمطار الغزيرة والثلوج، ويسلط الضوء على المناطق التي تتوقع حدوث فيضان. وعادة ما تشمل العلوم المطلوبة علم المناخ، علم المناخ المتوسط وعلم الأرصاد الشمولي-السينوبي- وغيرها من علوم الأرض.

### الأرصاد الجوية النووية
الأرصاد الجوية النووية، تدرس توزيع البهاء الجوي المشع Aerosol والغازات في الغلاف الجوي

### الأرصاد الجوية البحرية
الأرصاد الجوية البحرية تتناول توقعات الرياح والأمواج بالنسبة للسفن التي تعمل في البحر. المنظمات مثل مركز تنبؤات المحيطات، ومكتب خدمات التنبؤات الجوية الوطني في هونولولو، ومكتب المملكة المتحدة للارصاد الجوية، وJMA تقوم بإعداد إعداد التنبؤات لأعالي البحار في محيطات العالم.

## انظومة الأرصاد الجوية في ألمانيا
تقوم في ألمانيا «شركة كاخلمان» بتعيين التنبؤات الجوية عبر شبكة لجمع البيانات مكونة من 830 مركز من ضمنها 500 مركز في ألمانيا. بالإضافة إلى ذلك تحصل الشركة على بينات الطقس من جميع بلاد العالم، تقوم بتقييمها بغرض حساب توقعات الطقس المحلية. وهي تستخدم لذلك أجهزة حواسيب ضخمة، تعمل ببرامج حاسوبية مبينة على فيزياء الغلاف الجوي وترموديناميكا الغلاف الجوي وكذلك على خبرات عملية تكتسبها على الطبيعة. وتشمل وسائل القياس في مراكز شبكة الرصد من:
- الأقمار الصناعية وهي تقوم برصد تجمعات السحب من الفضاء. كما ترصد مناطق البرق وحقول الضباب، وترسل ببياناتها إلى المراكز الأرضية.
- بالبالون ترتفع تلك البالونات إلى ارتفاعات تبلغ 30 كيلومتر وهي محملة بأجهزة تقوم بقياس بيانات الجو، مثل سرعة الرياح في العالي وضغط الهواء، ونسبة الرطوبة وغيرها. وترسل تلك البانات إلى المراكز على الأرض.
- قياسات الرعد والبرق : تحدد المراكز الموزعة (500 مركز) مواقع حدوثها، ويمكن معرفة شدتها خلال ثوان من ضرباتها. كذلك ترسل السفن العابرة للبحار ما تقوم به من قياسات، فهي تعتبر مراكز لقيلس الطقس متحركة.
- رادار الطقس ترسل المراكز الأرضية أشعة الرادار (ميكروويف) حولها في محيط 200 كيلومتر، تنعكس إلى المحطة بدرجات مختلفة الشدة تعبر عن غزارة الأمطار أو الثلوج.
- محطة الأرصاد : هنا تتجمع جميع تلك المعلومات حيث يقوم الخبراء بتقييمها وإجراء حساباتهم بالحواسيب الضخمة، ثم يقومون بإصدار تقريرهم عن التنبؤات الجوية خلال السبعة أيام التالية. تقل دقة تلك التوقعات كلما تعلقت بأيام بعيدة قادمة، ولكنها تكون دقيقة في حيز 3 أيام. ورغم ذلك فأحيانا تحدث زوابع صغيرة نسبيا تظهر فجأة على نطاق ضيق لفترة زمنية قصيرة، ولكن هذا هو حال الجو.